# Elezioni regionali in Calabria del 2000
Le elezioni regionali italiane del 2000 in Calabria si sono tenute il 16 aprile. Esse hanno visto la vittoria di Giuseppe Chiaravalloti, sostenuto dalla Casa delle Libertà, che ha sconfitto il candidato di centro-sinistra, Nuccio Fava.
Per effetto della legge Tatarella del 1995 e revisionata nel 1999, le elezioni regionali svoltesi nelle regioni a statuto ordinario dalla primavera del 2000 hanno visto per la prima volta un'elezione diretta dei presidenti delle regioni. Invece fino a tale data il presidente era scelto dalla giunta regionale.

## Affluenza
Il corpo elettorale per le elezioni del 16 aprile 2000 risultava composto da 1.093.661 elettori. Alla chiusura dei seggi l'affluenza definitiva si è attestata al 56,43%, in aumento rispetto al 1995 del 5,24%.
| Provincia       | Affluenza | Variazione |
| --------------- | --------- | ---------- |
| Calabria        | 64,64%    | 3,97%      |
| Catanzaro       | 64,41%    | 5,55%      |
| Cosenza         | 66,65%    | 5,10%      |
| Reggio Calabria | 64,80%    | 0,13%      |
| Crotone         | 58,80%    | 5,93%      |
| Vibo Valentia   | 61,73%    | 7,78%      |

## Risultati
|                                                                 | Giuseppe Chiaravalloti (Per la Calabria) ✔️ Presidente          | 545 186                                                         | 49,85 | Forza Italia            | 194 295   | 18,25 | 7  |  |  |
| Alleanza Nazionale                                              | Giuseppe Chiaravalloti (Per la Calabria) ✔️ Presidente          | 545 186                                                         | 49,85 | 110 478                 | 10,38     | 4     |    |  |  |
| Centro Cristiano Democratico                                    | Giuseppe Chiaravalloti (Per la Calabria) ✔️ Presidente          | 545 186                                                         | 49,85 | 71 957                  | 6,76      | 3     |    |  |  |
| Cristiani Democratici Uniti                                     | Giuseppe Chiaravalloti (Per la Calabria) ✔️ Presidente          | 545 186                                                         | 49,85 | 68 955                  | 6,48      | 2     |    |  |  |
| Partito Socialista - Socialdemocrazia                           | Giuseppe Chiaravalloti (Per la Calabria) ✔️ Presidente          | 545 186                                                         | 49,85 | 29 206                  | 2,74      | 1     |    |  |  |
| Liberal Sgarbi - I Libertari                                    | Giuseppe Chiaravalloti (Per la Calabria) ✔️ Presidente          | 545 186                                                         | 49,85 | 15 689                  | 1,47      | 1     |    |  |  |
| Fiamma Tricolore - Fronte Nazionale                             | Giuseppe Chiaravalloti (Per la Calabria) ✔️ Presidente          | 545 186                                                         | 49,85 | 15 166                  | 1,42      | –     |    |  |  |
| Patto Segni                                                     | Giuseppe Chiaravalloti (Per la Calabria) ✔️ Presidente          | 545 186                                                         | 49,85 | 14 489                  | 1,36      | –     |    |  |  |
| Partito Repubblicano Italiano - Centro Popolare                 | Giuseppe Chiaravalloti (Per la Calabria) ✔️ Presidente          | 545 186                                                         | 49,85 | 12 840                  | 1,21      | –     |    |  |  |
| Seggi assegnati alla lista regionale                            | Seggi assegnati alla lista regionale                            | Seggi assegnati alla lista regionale                            | 49,85 | 8                       |           |       |    |  |  |
|                                                                 | Nuccio Fava (Calabria Democratica)                              | 532 222                                                         | 48,66 | Democratici di Sinistra | 152 085   | 14,28 | 5  |  |  |
| Partito Popolare Italiano                                       | Nuccio Fava (Calabria Democratica)                              | 532 222                                                         | 48,66 | 83 277                  | 7,82      | 3     |    |  |  |
| Unione Democratici per l'Europa                                 | Nuccio Fava (Calabria Democratica)                              | 532 222                                                         | 48,66 | 66 152                  | 6,21      | 2     |    |  |  |
| Socialisti Democratici Italiani                                 | Nuccio Fava (Calabria Democratica)                              | 532 222                                                         | 48,66 | 64 385                  | 6,05      | 2     |    |  |  |
| I Democratici                                                   | Nuccio Fava (Calabria Democratica)                              | 532 222                                                         | 48,66 | 44 562                  | 4,19      | 1     |    |  |  |
| Partito dei Comunisti Italiani                                  | Nuccio Fava (Calabria Democratica)                              | 532 222                                                         | 48,66 | 32 700                  | 3,07      | 1     |    |  |  |
| Partito della Rifondazione Comunista                            | Nuccio Fava (Calabria Democratica)                              | 532 222                                                         | 48,66 | 31 515                  | 2,96      | 1     |    |  |  |
| Federazione dei Verdi                                           | Nuccio Fava (Calabria Democratica)                              | 532 222                                                         | 48,66 | 16 732                  | 1,57      | 1     |    |  |  |
| Lista Mancini - Movimento Meridionale                           | Nuccio Fava (Calabria Democratica)                              | 532 222                                                         | 48,66 | 15 801                  | 1,48      | –     |    |  |  |
| Rinnovamento Italiano                                           | Nuccio Fava (Calabria Democratica)                              | 532 222                                                         | 48,66 | 14 713                  | 1,38      | –     |    |  |  |
| Seggio assegnato al candidato presidente classificatosi secondo | Seggio assegnato al candidato presidente classificatosi secondo | Seggio assegnato al candidato presidente classificatosi secondo | 48,66 | 1                       |           |       |    |  |  |
|                                                                 | Francesco Saverio Corbelli                                      | 9 840                                                           | 0,90  | Diritti Civili          | 4 941     | 0,46  | –  |  |  |
|                                                                 | Antonio Marzano                                                 | 6 413                                                           | 0,59  | Lista Emma Bonino       | 4 808     | 0,45  | –  |  |  |
| Totale                                                          | Totale                                                          | 1 093 661                                                       | 100   |                         | 1 064 746 | 100   | 43 |  |  |
|                                                                 |                                                                 |                                                                 |       |                         |           |       |    |  |  |
| Fonte: Ministero dell'interno                                   |                                                                 |                                                                 |       |                         |           |       |    |  |  |

## Consiglieri eletti
Di seguito sono riportati i 30 consiglieri eletti divisi per lista e circoscrizione. A questi si aggiunge Antonino Fava che, in quanto primo dei candidati presidente non eletti, ottiene un seggio da consigliere.
| Collegio        | Lista                                 | Eletto                          | Preferenze |
| --------------- | ------------------------------------- | ------------------------------- | ---------- |
| Cosenza         | Forza Italia                          | Pino Gentile                    | 14.474     |
| Cosenza         | Forza Italia                          | Roberto Occhiuto                | 8.588      |
| Cosenza         | Democratici di Sinistra               | Nicola Adamo                    | 16.640     |
| Cosenza         | Democratici di Sinistra               | Franco Mario Pacenza            | 8.021      |
| Cosenza         | Alleanza Nazionale                    | Giovanni Dima                   | 8.101      |
| Cosenza         | Partito Popolare Italiano             | Giuseppe Mistorni               | 8.026      |
| Cosenza         | Centro Cristiano Democratico          | Vincenzo Carmine Antonio Aiello | 3.491      |
| Cosenza         | Cristiani Democratici Uniti           | Raffaele Pietro Senatore        | 3.842      |
| Cosenza         | UDEUR                                 | Mario Pirillo                   | 12.462     |
| Cosenza         | Socialisti Democratici Italiani       | Domenico Pappaterra             | 10.490     |
| Cosenza         | I Democratici                         | Giuseppe Morrone                | 4.751      |
| Cosenza         | Partito della Rifondazione Comunista  | Damiano Guagliardi              | 2.153      |
| Cosenza         | Federazione dei Verdi                 | Diego Antonio Tommasi           | 1.921      |
| Reggio Calabria | Forza Italia                          | Pietro Fuda                     | 12.797     |
| Reggio Calabria | Forza Italia                          | Luigi Fedele                    | 8.072      |
| Reggio Calabria | Democratici di Sinistra               | Giuseppe Bova                   | 11.037     |
| Reggio Calabria | Alleanza Nazionale                    | Giuseppe Scopelliti             | 12.130     |
| Reggio Calabria | Partito Popolare Italiano             | Luigi Giuseppe Meduri           | 6.032      |
| Reggio Calabria | Centro Cristiano Democratico          | Domenico Crea                   | 8.948      |
| Reggio Calabria | Cristiani Democratici Uniti           | Giovanni Nucera                 | 3.520      |
| Reggio Calabria | Socialisti Democratici Italiani       | Pasquale Maria Tripodi          | 3.691      |
| Reggio Calabria | Partito dei Comunisti Italiani        | Michelangelo Tripodi            | 3.794      |
| Reggio Calabria | Partito Socialista - Socialdemocrazia | Francesco Crinò                 | 2.861      |
| Reggio Calabria | Liberal Sgarbi - I Libertari          | Giuseppe Pezzimenti             | 1.898      |
| Catanzaro       | Forza Italia                          | Piero Aiello                    | 12.079     |
| Catanzaro       | Forza Italia                          | Salvatore Gennaro Vescio        | 7.036      |
| Catanzaro       | Democratici di Sinistra               | Francesco Amendola              | 6.540      |
| Catanzaro       | Alleanza Nazionale                    | Egidio Chiarella                | 3.798      |
| Catanzaro       | Centro Cristiano Democratico          | Francesco Talarico              | 6.644      |
| Catanzaro       | UDEUR                                 | Giuseppe Torchia                | 8.932      |
| Crotone         | Forza Italia                          | Ottavio Giacinto Tesoriere      | 3.033      |
| Crotone         | Democratici di Sinistra               | Giuseppe Giuliano Napoli        | 4.553      |
| Crotone         | Alleanza Nazionale                    | Domenico Rizza                  | 3.270      |
| Vibo Valentia   | Partito Popolare Italiano             | Antonio Borrello                | 6.308      |